# Herman & Katnip
Herman & Katnip è un cartone animato prodotto dal 1944 al 1960 da Famous Studios.

## Personaggi
Herman è un piccolo topo, mentre Katnip è un gatto: insieme i due passano il tempo a darsi continuamente battaglia, anche se alla fine è sempre il gatto Katnip quello che deve inevitabilmente avere la peggio.

## Origini
I due protagonisti della serie animata si rifanno ai più famosi Tom & Jerry. A differenza loro, però, in Herman & Katnip il gatto Katnip non riesce mai ad avere la meglio sul topo Herman (contrariamente, Tom, in più di un'occasione riesce a battere Jerry); ed inoltre, la violenza presente in entrambe le serie - usata per fini di comicità - in Herman & Katnip raggiunge un livello di brutalità che supera di molto quella presente in Tom & Jerry.
Non a caso, gli autori de I Simpson si sono ispirati proprio a Herman & Katnip per creare i personaggi di Grattachecca & Fichetto.